# Faith Price
Faith Prince (Augusta, 6 de agosto de 1957) é uma atriz e cantora estadunidense.

## Vida e carreira
Prince nasceu em Augusta na Georgia e cresceu em Lynchburg na Virginia, onde freqüentou E.C. Glass High School e mais tarde estudou teatro no Cincinnati Conservatory of Music . Ela fez sua estréia na Broadway interpretando uma cigana chamada Tessie Tura em Jerome Robbins' Broadway e seguiu com um papel em Nick & Nora.
Em 2004 participou da série House MD na 1ª temporada série.
Ela foi destaque em 2008 em um musical da Broadway chamado A Catered Affair, pelo qual recebeu o Tony e nomeações Drama Desk.

## Vida pessoal
Prínce foi casada com o trompetista Larry Lunetta desde 1986, o casal mora em Sacramento na Califórnia com seu filho, Henry.